# 萨利特里
萨利特里是巴西塞阿拉州的一个市镇。总面积899.824平方公里，总人口15338人，人口密度17人/平方公里。